# Gran Vía de San Marcos
La Gran Vía de San Marcos de León (España) es una avenida de la capital leonesa y una de sus principales arterias. Parte de la plaza de Santo Domingo y termina en la plaza de San Marcos.

## Historia
La avenida fue conocida anteriormente, durante la Segunda República de España,  como Avenida de Pablo Iglesias y Avenida del 14 de abril, y posteriormente al Golpe de Estado en España de julio de 1936 como Avenida de José Antonio Primo de Rivera y Avenida del General Sanjurjo, nombres con los que fue conocida hasta ya pasada la Transición española.
La Gran Vía de San Marcos es la correspondencia actual al camino que conectaba el casco antiguo de León con el Convento de San Marcos. El desarrollo urbano en torno a esta vía hasta el desarrollo del ensanche se basó en el desarrollo de edificaciones de baja altura.
Tras el inicio de la urbanización del ensanche en 1904, el desarrollo del mismo se inició en la avenida, desarrollándose alrededor de ella el resto del ensanche de forma paulatina. El siguiente gran cambio vivido por la avenida se desarrolló a finales del siglo XX, cuando se inicia una remodelación que desarrolla una semipeatonalización con la creación de un aparcamiento público y la eliminación del tráfico rodado de muchas de sus calles trasversales.

## Recorrido

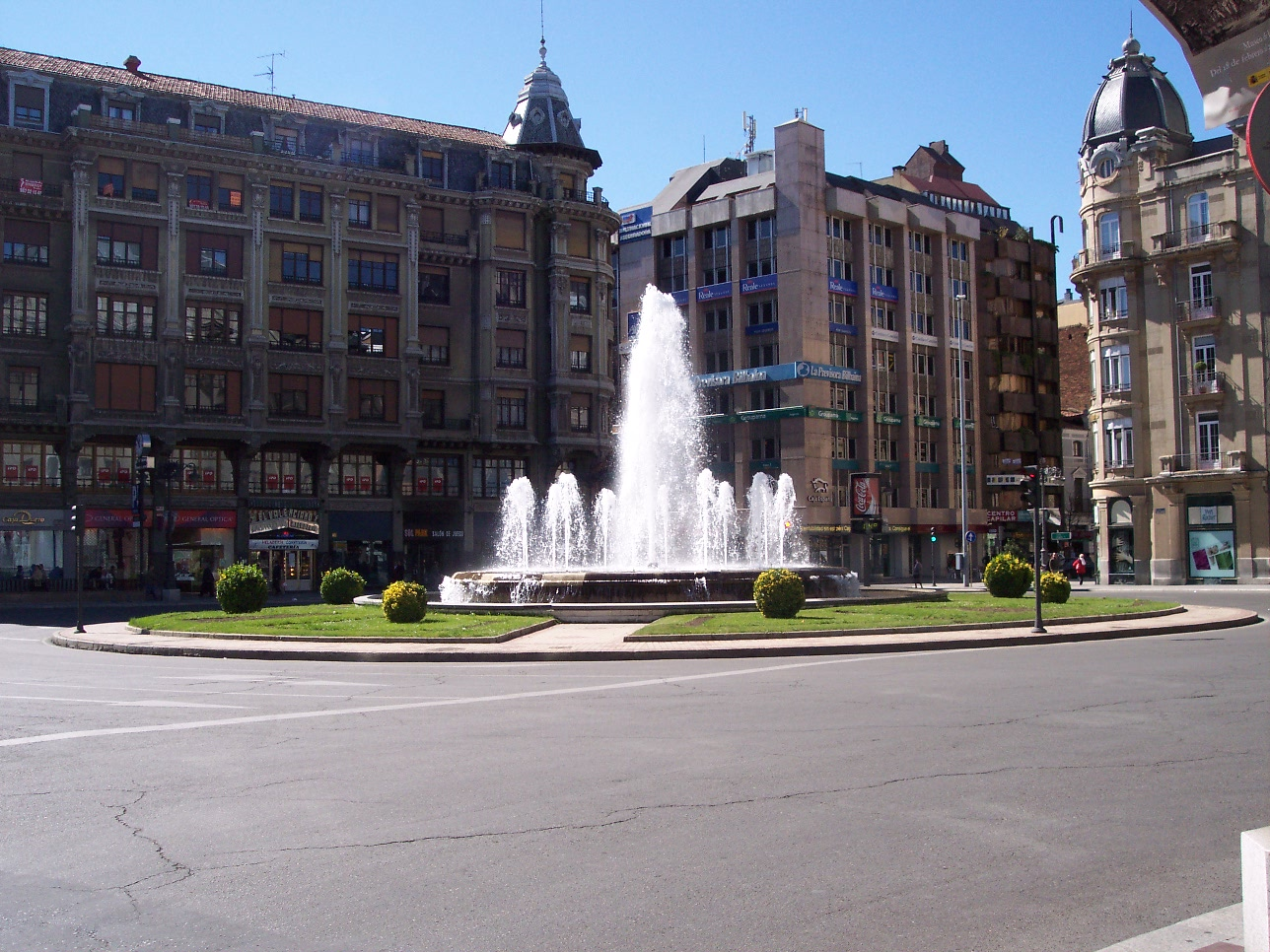
La Plaza de Santo Domingo marca el punto de inicio de la avenida.

Plaza de Santo Domingo
Plaza de la Inmaculada
Plaza de San Marcos